# Pedro Marieluz Garcés
Pedro Marieluz Garcés (también conocido como Pedro Marielux) (Tarma, febrero o abril de 1780-Callao, 23 de septiembre de 1825) fue un sacerdote católico, monje, y protomártir de la Orden de los Camilianos  por guardar el secreto de confesión.

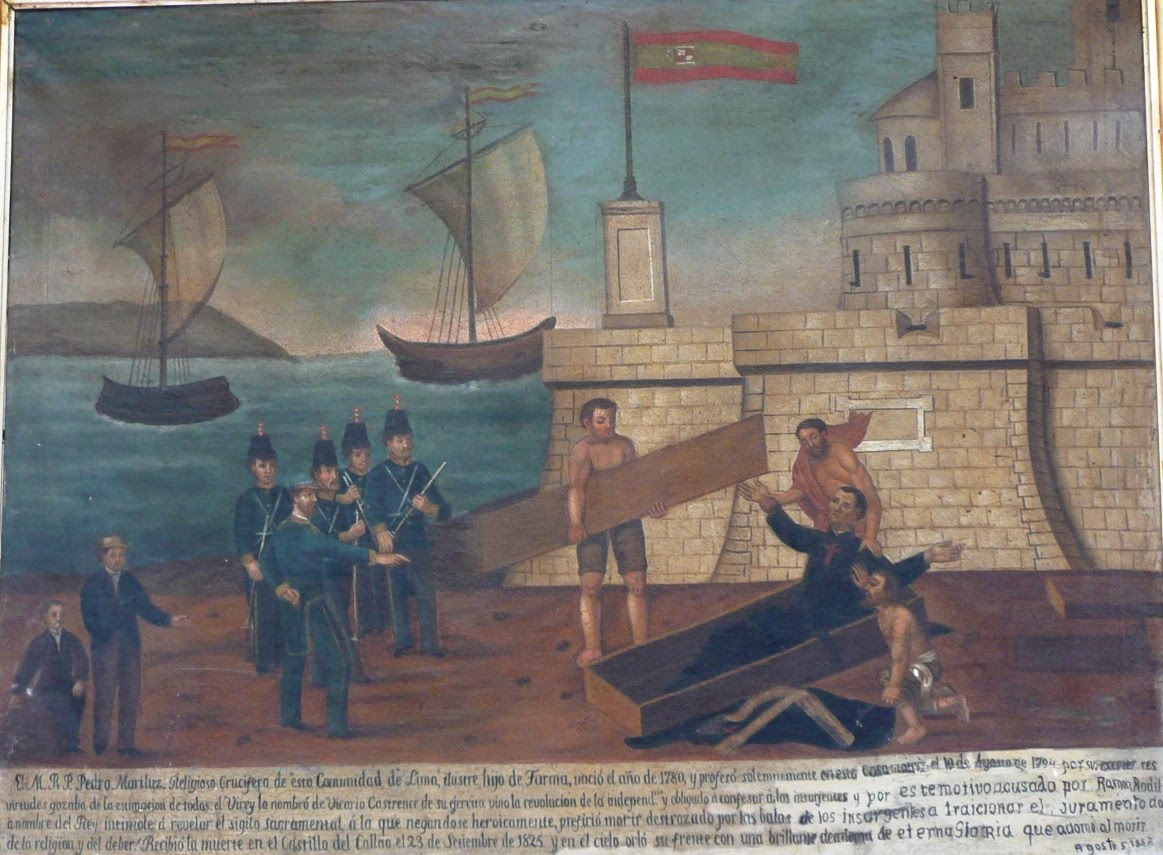
Martirio del Padre Pedro Marieluz Garcés.

## Vida
Pedro Marieluz Garcés nació en 1780 en la ciudad peruana de Tarma como hijo de parientes bien situados que se llamaban Evaristo Marieluz y Manuela Garcés. Todavía joven entró en la Orden de los Camilianos y recibió las órdenes sacerdotales en el año 1805.
Durante las guerras de independencia hispanoamericanas Marieluz fomentó la posición de los realistas y en julio de 1821 fue nominado capellán castrense de una de las divisiones españolas por el último virrey del Perú, José de la Serna. En esa función también participó en la batalla de Ica y otras acciones de guerra.
Igualmente fue vicario castrense de los soldados del brigadier José Ramón Rodil y Gayoso que tenía el comando sobre las fortalezas del Callao. Después de la derrota del ejército realista en la batalla de Ayacucho el batallón del brigadier Rodil fue sitiado en la Fortaleza del Real Felipe y Marieluz se mantuvo con los soldados que no quiso abandonar sin apoyo espiritual.
En septiembre de 1825, cuando el segundo sitio del Callao ya había perdurado nueve meses, la desmoralización de la tropa realista evocó una conspiración entre algunos tenientes de Rodil. Guiados por el comandante Montero intentaron un atentado contra Rodil al 23 de septiembre a las nueve de la noche. La conjura fue descubierta el mismo día en que el golpe había de ser ejecutado y Rodil hizo arrestar e interrogar a los sospechosos, pero todos negaron la existencia de una conspiración. Pero porque Rodil no quiso asumir un riesgo, decidió fusilar a todos los trece inculpados.
A las seis de la noche Rodil llamó al padre Marieluz para que él oiga las confesiones de los condenados y los prepare a la muerte. A las nueve todos fueron ejecutados. Pero Rodil tuvo dudas, si hubiese descubierto todos los conspiradores y por eso llamó de nuevo a padre Marieluz y le preguntó lo que se hubieran confesado los fusilados con él, especialmente los nombres de posibles otros conspiradores. Marieluz remitió al sigilo sacramental y se resistió a decir ninguna palabra. Aun cuando Rodil lo amenazó con fusilarlo, el sacerdote se mantuvo firme y por tanto fue asesinado a tiros por un pelotón de cuatro fusileros encabezado por el capitán Iturralde.
Pedro Marieluz Garcés es patrón del noviciado de los Camilianos de Perú.